# Alfred Dehodencq
Alfred Dehodencq (născut ca Edmé-Alexis-Alfred Dehodencq; n. 23 aprilie 1822, Paris, Franța – d. 2 ianuarie 1882, Paris, Franța) a fost un pictor orientalist francez de la mijlocul secolului al XIX-lea, născut la Paris . A fost cunoscut pentru picturile sale vii în ulei, în special pentru scenele andaluze și nord-africane.

## Viața

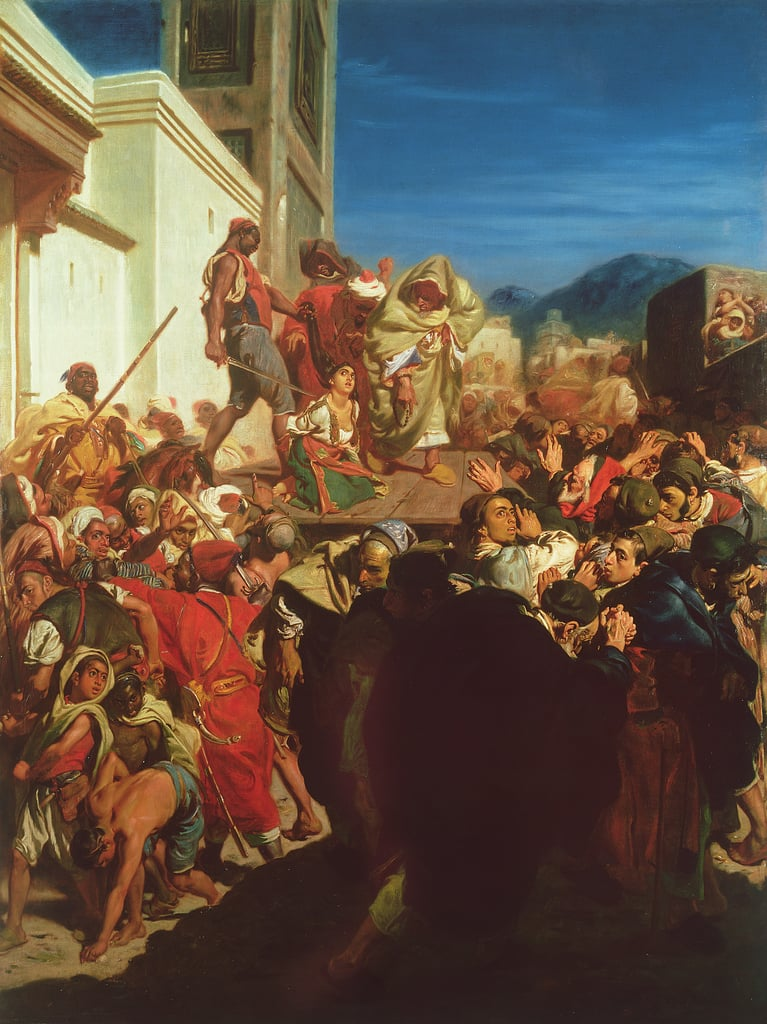
Executarea unei evreice în Maroc, circa 1861; una dintre mai multe versiuni ale acestui tablou realizate de artist.

Dehodencq s-a născut la Paris la 23 aprilie 1822. În primii ani, Dehodencq a studiat la Paris la Ecole des Beaux Arts sub îndrumarea artistului francez Leon Cogniet. În timpul Revoluției Franceze de la 1848, a fost rănit la brațul drept, iar ulterior a pictat cu mâna stângă. A fost trimis în convalescență în Spania, unde a rămas cinci ani. Dehodencq a făcut cunoștință cu operele pictorilor spanioli Diego Velázquez și Francisco Goya, care au avut o influență puternică asupra abordării sale despre pictură.
În 1853, a călătorit în Maroc, unde, în următorii zece ani, a realizat multe dintre cele mai cunoscute picturi ale sale ilustrând scene din lumea pe care întâlnit-o. Dehodencq a fost primul artist străin despre care se știe că a trăit în Maroc pentru un număr prelungit de ani. El i-a desenat și pictat frecvent pe evreii din Maroc. Pictura sa O femeie evreică cu slujnica ei de culoare (1867), precum și peste 30 de desene ale sale, se află în colecția Muzeului Israel din Ierusalim.  Deși se considera a fi „ultimul dintre romantici”, opera sa este în general catalogată în cadrul mișcării artistice orientaliste de la mijlocul secolului al XIX-lea.
În anii 1860, Dehodencq a pictat mai multe versiuni ale unei lucrări înfățișând execuția publică a unei tinere evreice din Maroc, pentru că s-a convertit la islam și apoi a renunțat la acesta; una dintre aceste picturi a fost expusă la Salonul de la Paris din 1861 sub titlul Exécution d'une juive, au Maroc. Unii cercetători spun că Dehodencq a fost inspirat din povestea lui Sol Hachuel⁠(d) (decapitată în 1834 la Fez), dar prietenul și biograful artistului, Gabriel Séailles, afirmă în mod explicit, în două cărți, că Dehodencq a fost martor ocular la execuția pe care a descris-o, care a avut loc la Tanger.
Dehodencq s-a căsătorit cu Maria Amelia Calderon în 1857 la Cadiz, Spania . Au avut cinci copii, dintre care trei (Emmanuel, Armand și Marie) au murit în copilărie, înaintea tatălui lor. Fiul lor, Edmond, născut la Cadiz în 1862, a fost numit Mozart al picturii pentru că a debutat la Salonul de la Paris la vârsta de unsprezece ani. La 18 ani a sculptat bustul care a împodobit mai târziu mormântul tatălui său.
În 1863, după 15 ani petrecuți în străinătate, Dehodencq s-a întors la Paris cu familia sa. A fost decorat cu Legiunea de Onoare în 1870. S-a sinucis la 2 ianuarie 1882,  fiind bolnav de multă vreme. A fost înmormântat în cimitirul Montmartre.

## Lucrări (selecție)
- Luptă cu tauri la Madrid, 1850, Musée des Beaux-Arts de Pau

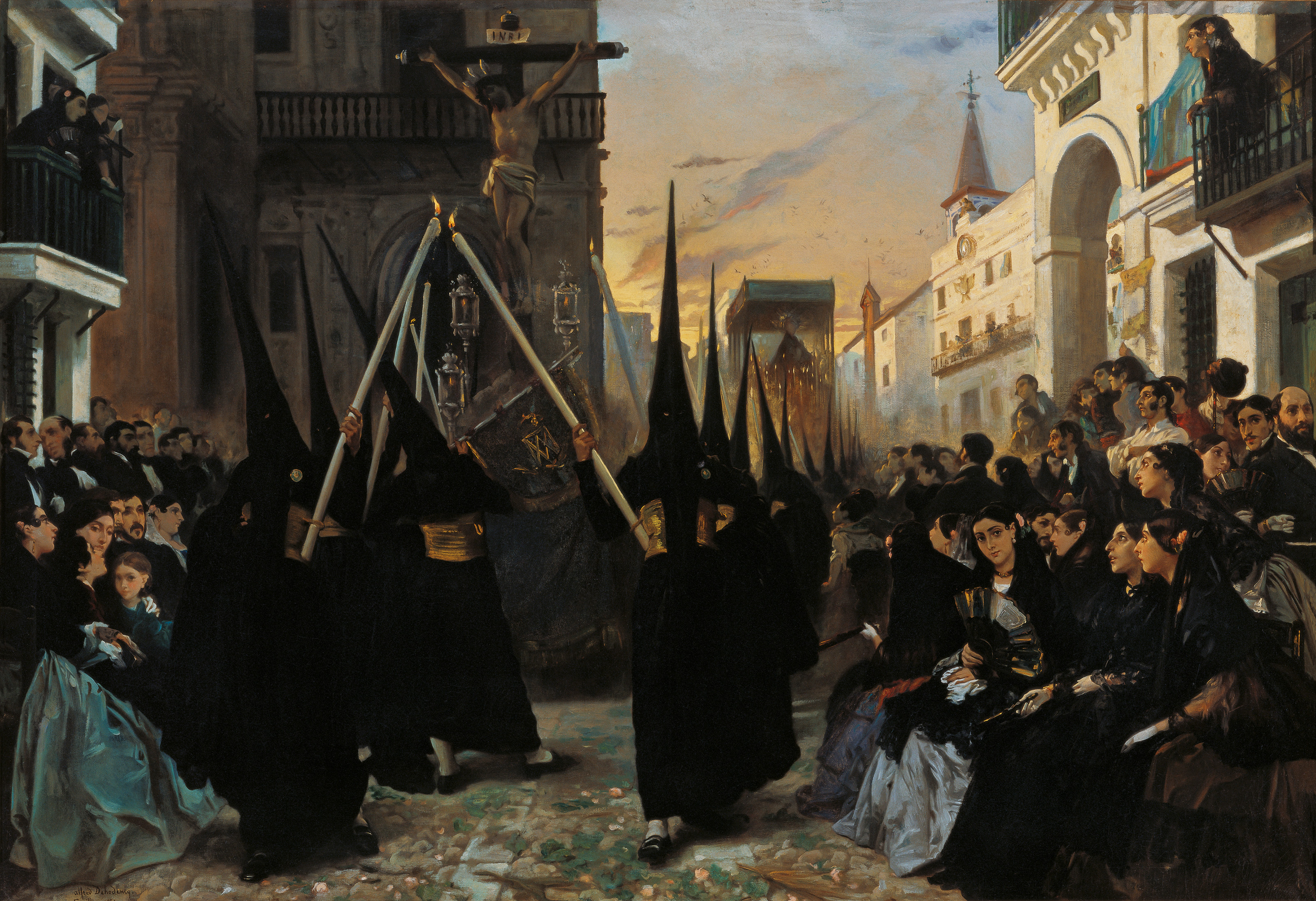
Confrăția în procesiune de-a lungul Calle Génova

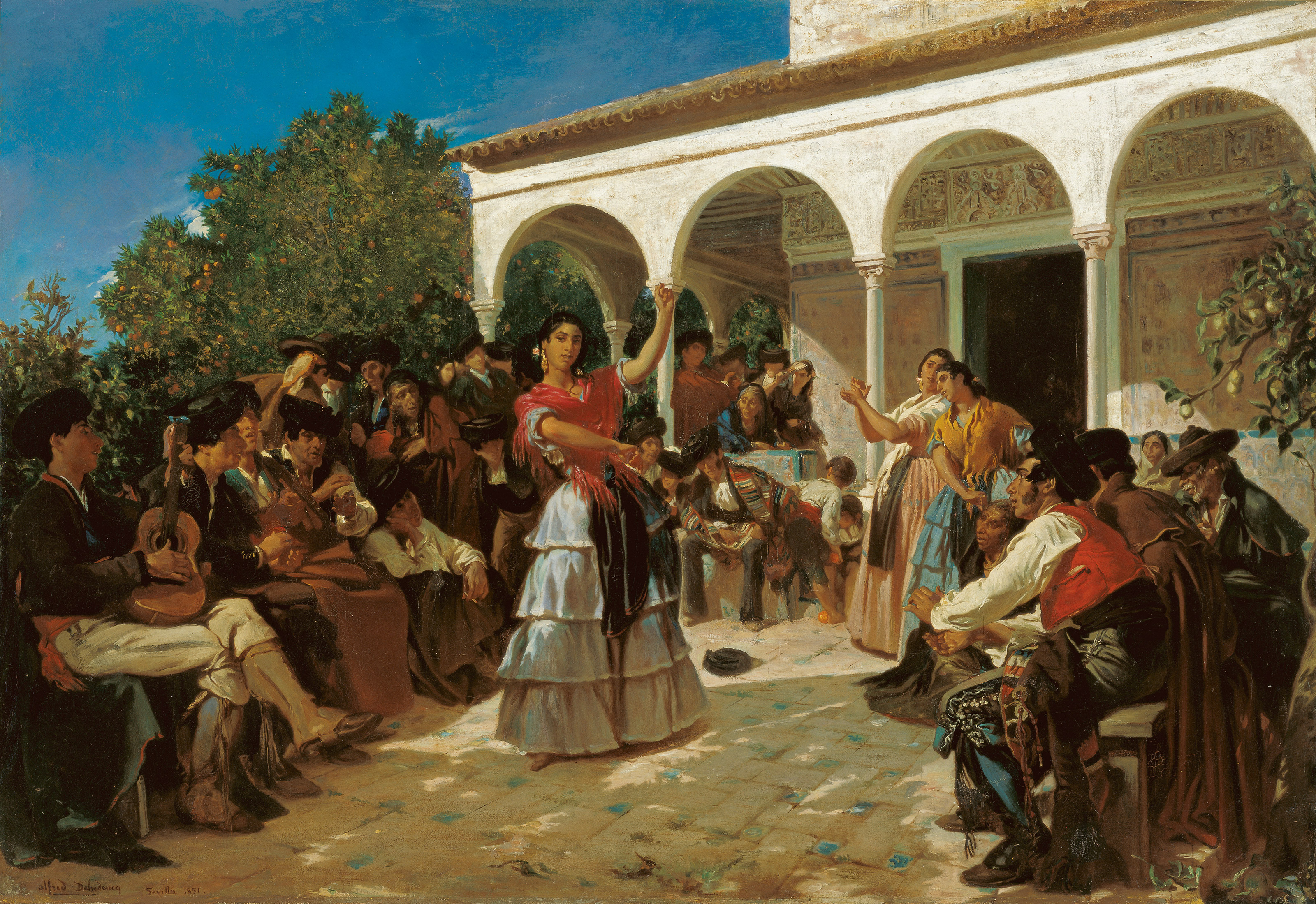
Un dans țigănesc în grădinile Alcázarului

- Concert evreiesc la palatul Caidului marocan, 1854, colecție specială
- Execuția unei evreice, în Maroc, ca. 1860, Musée d'Art et d'Histoire du Judaïsme, districtul Marais din Paris [14]
- Justiția pașei, 1866, Musée Salies, Bagnères-de-Bigorre
- Mireasă evreiască în Maroc, 1867, Musée Saint-Denis, Reims
- Adio lui Boabdil la Granada, 1869, Musée d'Orsay, Paris
- Sărbătoare evreiască la Tanger, 1870, Musée de Poitiers [15]
- Portretul doamnei Dehodencq , Muzeul Magnin, Dijon
- Prințul Piscicelli, 1850, Musée des Beaux-Arts din Bordeaux
- Portrait de Marie au nœud rouge, 1872, colecție specială
- O confrăție în procesiune de-a lungul Calle Génova, Muzeul Carmen Thyssen, Málaga
- Un dans țigănesc în grădinile Alcázarului, în fața Pavilionului Carol al V-lea 1851, Muzeul Carmen Thyssen, Málaga
- Țigani pe drum, Musée d'Orsay, Paris
- Mireasă evreiască, Palais des Beaux-Arts din Lille
- Dans al negrilor la Tanger, 1874, Musée d'Orsay, Paris
- Isus o crește pe fiica lui Iair, Musée Magnin, Dijon
- Scenă de cafenea din Paris, National Gallery, Washington, DC
- Micul țigan, Muzeul de Artă din Baltimore, Baltimore
- Arestarea lui Charlotte Corday după uciderea lui Marat, 13 iulie 1793, Musée de la Révolution française, Vizille